# Epaminondas Deligeorgis
Epaminondas Deligeorgis (10 de gener de 1829, Arcàdia - 14 de maig de 1879, Atenes) va ser un advocat grec, periodista i polític. Deligeorgis va estudiar dret a la Universitat d'Atenes i va entrar en política el 1854. Ell no era un defensor de la Gran Idea i va defensar que la millor solució per la qüestió d'Orient era la millora de les condicions dels grecs que residents a l'Imperi Otomà que controlava en aquell temps Macedònia, Epir, Tràcia i Àsia Menor, i la liberalització de l'Imperi Otomà. Deligeorgis fou la persona que, el 10 d'octubre de 1862, va declarar la fi del regnat del Rei Otó I i va convocatòria l'assemblea nacional. Va ser ministre de finances de Grècia i Primer Ministre dels Hel·lens en sis ocasions. Deligeorgis es va promoure relacions exteriors pacifiques, sobretot amb els otomans, i va traslladar els ideals liberals a l'administració i la ciutadania.